# Mas Terrillo
El Mas Terrillo és un edifici de Cabrera de Mar (Maresme) protegit com a Bé Cultural d'Interès Local.

## Descripció
Es tracta d'un casal de cinc cossos/crugies perpendiculars a la façana principal amb planta baixa, planta pis i golfes. Amb un cos adossat a l'est en planta baixa i galeria porticada en la planta pis. L'edifici principal està cobert amb teulada a dues vessants amb aiguavessos a la façana principal i façana posterior.
Prop de l'edifici hi ha la capella de Sant Marçal.
El conjunt presenta a les façanes uns magnífics esgrafiats d'ordre clàssic i barroc, rematats amb una cornisa amb llinda i a sobre un acroteri a les quatre façanes. Aquests esgrafiats reprodueixen columnes jòniques, garlandes i hidries amb elements florals.
La decoració del conjunt reprodueix una composició i elements clàssics i barrocs que ordena l'edifici en planta baixa, planta pis i golfes.
Aquest tipus de decoració esgrafiada és pròpia dels edificis noucentistes.

## Història
El terme Terrillo es refereix molt probablement a un ofici relacionat amb la terra i el transport d'aquesta amb carros.
Abans de l'actual masia n'hi havia una de més antiga on el senyor es dedicava al transport de terra (d'aquí el nom). El 1860 el besavi de l'actual propietari, el Sr. Marcial Pérez y Huergo de Logroño, es va casar amb una Capdevila d'una família de Mataró, i van comprar l'antiga casa petita de pagès.
Totes les façanes estan esgrafiades del 1943-1945 i són semblants a una casa de Ripoll que es diu casal de Rama, fet per Raimon Duran i Reinalds. El 1947 es construeix la capella que hi al costat de la masia, la de Sant Marçal, que commemora el besavi Marcial. Abans de la capella hi havia un oratori dins la mateixa masia, que era aproximadament de principis del segle xx.
A principis del segle XX hi ha una reforma de Borrell. Durant la Guerra Civil uns militars russos republicans s'hi van instal·lar, ja que l'actual propietari conserva uns plànols i mapes militars on hi ha marcats els fronts de retirada republicana del Maresme, així com llibres militars russos.
Aquesta casa apareix mencionada en un padró del 1894-1895.